# Handelskalkulation
Die Handelskalkulation ist eine im Handel verwendete Kalkulationsmethode, um einen Verkaufspreis und damit auch eine Preisuntergrenze für ein Produkt zu ermitteln.

## Allgemeines
Oft wird der Verkaufspreis mit der Preisuntergrenze gleichgesetzt, was jedoch aus Sicht der Kosten- und Leistungsrechnung nicht korrekt ist. Der ermittelte Betrag (Preisuntergrenze) kann vom tatsächlich geforderten Betrag (Verkaufspreis) am Markt sowohl positiv als auch negativ abweichen. Weil der Handel weder produziert noch weiterverarbeitet, sondern weiterverkauft, fehlen in der Handelskalkulation insbesondere die Herstellkosten. Ansonsten ähnelt das Schema der Handelskalkulation stark der Industriekalkulation.

## Berechnung
Man rechnet in der Handelskalkulation dem Einkaufspreis der Ware jene Kosten hinzu, welche im Einkauf, in der Lagerung und im Vertrieb entstehen.
Das Kalkulationsschema besteht aus der Bezugskalkulation, der Selbstkostenkalkulation und der Verkaufskalkulation:
| Listeneinkaufspreis                     |   | LEK |
| − Liefererrabatt                        |   | LRA |
| Zieleinkaufs- oder Rechnungspreis       | = | ZEK |
| − Liefererskonto                        |   | LSK |
| Bareinkaufspreis                        | = | BEK |
| + Bezugskosten (ohne USt)               |   | BK  |
| Bezugs- oder Einstandspreis             | = | BEP |
| + Handlungskosten                       |   | GEK |
| + Lagerzins                             |   | LZ  |
| Selbstkostenpreis                       | = | SKP |
| + Gewinn                                |   | G   |
| Barverkaufspreis                        | = | BVK |
| + Kundenskonto (in hundert)             |   | KSK |
| Zielverkaufs- oder Rechnungspreis       | = | ZVK |
| + Kundenrabatt (in hundert)             |   | KRA |
| Listenverkaufs- oder Nettoverkaufspreis | = | LVK |
| + Umsatzsteuer                          |   | UST |
| = Bruttoverkaufspreis                   |   | BVP |

### Ermittlung der Handlungskosten
Die bei der Erbringung der Handelsleistungen entstehenden Kosten nennt man Handlungskosten. Diese müssen über den Verkaufspreis amortisiert werden. Zur Gewinnerzielung muss die Summe der Verkaufserlöse die Handlungskosten übersteigen. Da die Handlungskosten (Handlungseinzelkosten und Handlungsgemeinkosten) grundsätzlich für die gesamte betriebliche Leistungserstellung anfallen und nur nach Ablauf einer Periode (ex post) festgestellt werden können und da ferner Handlungsgemeinkosten den Kostenträgern (Waren) nicht direkt zugerechnet werden können, lässt sich nur schwer ermitteln, welcher Anteil der Handlungskosten auf die einzelne Ware entfällt. Daher benutzt man hilfsweise für die Kalkulation (ex ante) einen Durchschnittssatz. Dieser wird als Prozentsatz auf den Bezugspreis aufgeschlagen (Handlungskostenzuschlag):
{\displaystyle Bezugspreis+Handlungskosten=Selbstkostenpreis}

### Ermittlung der Bezugskosten
Die Bezugskosten werden in der Regel mit Vorsteuer belastet. Allerdings werden sie netto in der Kalkulation verrechnet. Falls nötig, muss die Umsatzsteuer herausgerechnet werden.

### Ermittlung des Bezugspreises
Warenschulden sind Holschulden (§ 447 BGB). Der Preis des Lieferanten gilt daher, falls nichts anderes vereinbart wurde, ab Werk oder Lager des Lieferanten. Die Kosten, die beim Transport zum Käufer entstehen, werden als Bezugskosten zusammengefasst. Diese können absolut oder in Prozent angegeben sein und müssen zum Bareinkaufspreis addiert werden.
Beispiele für Bezugskosten sind Fracht, Rollgeld, Gewichtszoll, Wiegegebühren (gewichtsabhängig) und Transportversicherung, Wertzoll, Courtage, Kommission (wertabhängig).
{\displaystyle Bareinkaufspreis+Bezugskosten=Bezugspreis}

### Zielverkaufspreis
Der Zielverkaufspreis ist jener Preis, den ein Kunde an den Verkäufer zu entrichten hat, wenn er die Skontofrist ungenutzt verstreichen lässt.

## Besonderheiten des Endverkaufspreises bei Provisionen und Preisnachlässen
Preisnachlässe in Form von Skonto und Bezugspreis rechnet man bereits im Voraus in den Angebotspreis ein.
Wünscht der Verkäufer von seinem Kunden (= Käufer) schnelle Bezahlung seiner Rechnung, wird er ihm erlauben, bei schneller Bezahlung vom Rechnungsbetrag (= Zielverkaufspreis) einen Preisnachlass (= Skonto) abzuziehen. Eine typische Formulierung des Verkäufers in seiner Zahlungsbedingung lautet zum Beispiel: „Bei Zahlung innerhalb von 10 Tagen nach Rechnungserhalt unter Abzug von 3 % Skonto, bei Zahlung innerhalb von 30 Tagen ohne Abzug“. Bezugsgröße (Basis = 100 %) für das Skonto ist also der Rechnungsbetrag bzw. Rechnungspreis (= Zielverkaufspreis), weil der Kunde den Skontobetrag vom Rechnungsbetrag abzieht. Wenn an dieser Stelle der Handelskalkulation der Skontobetrag vom Verkäufer im Voraus zu berechnen und einzurechnen ist, ist der Zielverkaufspreis betragsmäßig noch nicht bekannt. Bekannt ist, dass der Zielverkaufspreis 100 Prozent entspricht. Bekannt ist auch der Skontosatz in Prozent. Daraus ergibt sich, wie viel Prozent der Barverkaufspreis (vom Zielverkaufspreis) entspricht, nämlich 100 Prozent minus Skontosatz. Bei beispielsweise 3 Prozent Skonto entspricht also der betragsmäßig bekannte Barverkaufspreis 97 Prozent. Nun kann Kundenskonto betragsmäßig im Voraus vom Barverkaufspreis her berechnet werden. Ist in der Handelskalkulation keine Verkäuferprovision oder dergleichen zu berücksichtigen, führt der errechnete Skontobetrag, indem er zum Barverkaufspreis addiert wird, direkt zum Zielverkaufspreis.